# Фаранги
Фаранги (грч. Φαράγγι) је насеље у Грчкој у општини Суровичево, периферија Западна Македонија. Према попису из 2021. било је 123 становника.
На попису из 1991. године Фаранги је имао 179 становника, потомака грчких избеглица из Турске. Село се раније звало Уклемеш.

## Становништво
| Година       | 1951 | 1961 | 1971 | 1981 | 1991 | 2001 | 2011 |
| ------------ | ---- | ---- | ---- | ---- | ---- | ---- | ---- |
| Становништво | 108  | 121  | 108  | 119  | 179  | 163  | 137  |